# 青年トルコ人革命

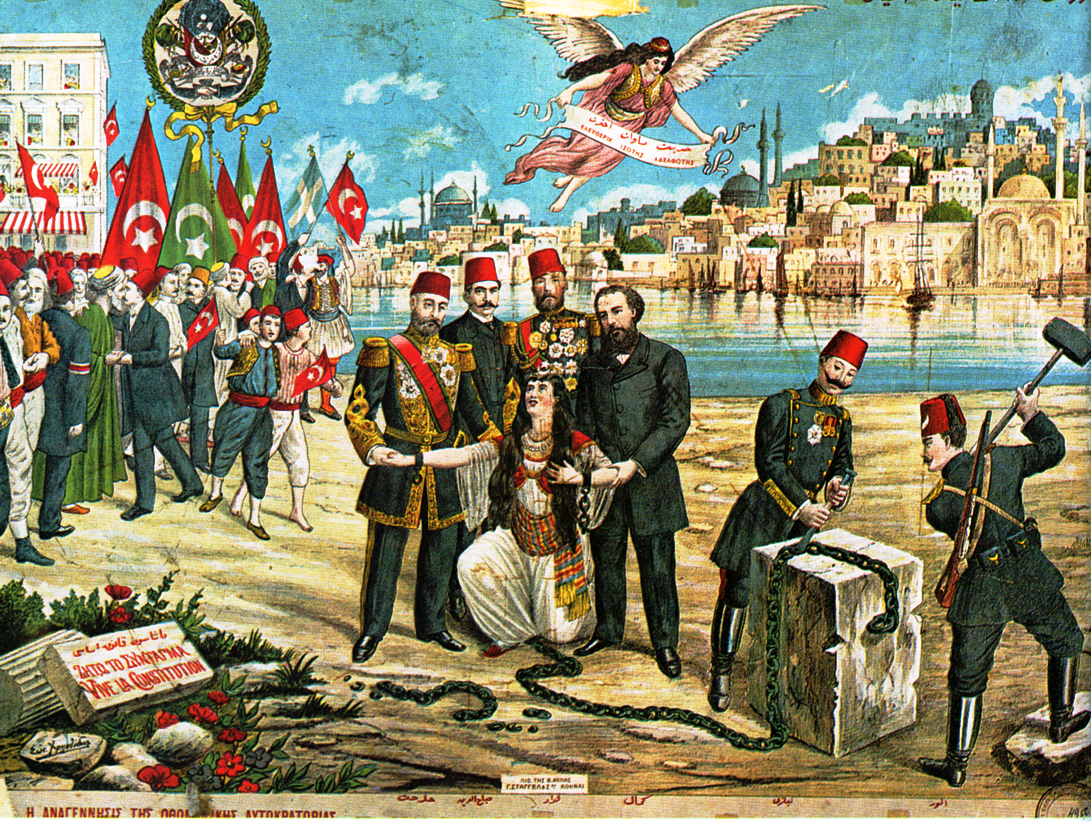
青年トルコ人革命によるミドハト憲法復活を祝うリトグラフ（1908年）

青年トルコ人革命（せいねんトルコじんかくめい）は、1908年にオスマン帝国で起こった政変。「統一と進歩委員会」メンバーの士官が中心となってマケドニアに駐留するオスマン帝国軍の部隊がスルタン・アブデュルハミト2世への反乱を起こし、スルタンに専制政治を放棄させた。1878年にアブデュルハミト2世によって停止されたオスマン帝国憲法（ミドハト憲法）の復活を目指す青年トルコ人運動の結実として起こったことからこの名がある。
狭義の「青年トルコ人革命」は1909年7月に起こった軍人の蜂起とそれをきっかけにした憲政の復活のことを指すが、1909年4月に「3月31日事件」と呼ばれる反革命のクーデターが鎮圧され、アブデュルハミト2世が廃位されるところまでを含めることもある。

## 前史
青年トルコ人革命の担い手となった「青年トルコ人」運動は、1890年代の初めに起こったが、アブデュルハミト2世の度重なる弾圧を受け、1896年にはイスタンブール支部が壊滅してほとんど国外での活動を余儀なくされた。しかも国外ではアフメト・ルザの中央集権派とプレンス・サバハッティンの地方分権派をはじめ、様々な路線対立があって運動の統一ははかれない状況で、1900年代の初頭には分裂し運動は停滞していた。
ところが、1905年に憲政を導入した日本が日露戦争で勝利したこと、その影響で1906年以降隣国ペルシアのガージャール朝で立憲革命が起こって国王の専制体制が終わりを告げようとしていたことなど、それらに刺激されて憲政復活の運動は勢いを取り戻し、国外ではなく国内に憲政復活を目指す組織が再建されはじめるようになった。
同じ頃、マケドニアに駐屯する第3軍団の士官学校出身の青年将校たちの間には様々な不満が渦巻いていた。1903年にマケドニアの自治を求める内部マケドニア革命組織によってイリンデン蜂起が起こり、この結果オスマン帝国はベルリン条約に基づくマケドニアでの内政改革の実施を諸外国に対して改めて約束させられたが、まずこのような内政干渉に対する不満があった。また自治や独立を目指す勢力との戦いの最前線に配備されているにもかかわらず、給料の遅配や兵器の不足が常態化していることへの不満もあった。さらに、アブデュルハミト2世が兵卒からの叩き上げの将校を重用し、士官学校出の将校を冷遇していることも大きな不満となっていた。
第3軍団の青年将校たちはこれらの不満や現状への危機感から、オスマン帝国の進歩のためには憲政復活の必要性があるという思いをより強くすることになり、サロニカの郵便局員タラートが組織した秘密組織「オスマン自由委員会」に参加するようになった。「オスマン自由委員会」は第2軍団の所在地であるエディルネにも支部を作り軍内部の支持者を増やす一方、パリの「統一と進歩委員会」のアフメト・ルザのグループと接触し、1907年には名前を改称して統一と進歩委員会のサロニカ本部という位置づけを得た。こうして「統一と進歩委員会」は国内に再び大きな基盤と組織網を有することになり、憲政復活の運動を進めていくこととなる。

## 革命の経過
1908年7月3日、統一と進歩委員会のサロニカ本部に属する軍人のアフメト・ニヤーズィやエンヴェル・パシャが率いる部隊がサロニカなどのバルカン半島諸都市で武装蜂起した。
この時期に蜂起した理由の一つに、同年にイギリスのエドワード7世とロシアのニコライ2世が会談した際にマケドニア問題について話し合われたことが挙げられる。この会談の真の目的がオスマン帝国の分割であると考えた青年将校達は、このまま専制が続けば両国主導の帝国解体が起こりうるという危機感を募らせ蜂起に至ったと言われている。また、一説には蜂起計画がアブデュルハミト2世のスパイに察知されたことを知り、処分が下る前に先手を打つべくなし崩し的に蜂起につながったとも言われている。
アブデュルハミト2世は即座に鎮圧を命じ、アナトリアから鎮圧部隊を向かわせたが、鎮圧部隊が反乱部隊側に寝返るという事態が発生する。これによってアブデュルハミト2世は武力による鎮圧を諦め、騒乱の沈静化のために7月23日に一転して反乱部隊の要求をのみ、憲法の復活を宣言した。下院選挙の結果、同年12月17日には下院も再開されて武装蜂起の目的であった憲政の復活が果たされた。この、武装蜂起から憲政の復活までの一連の流れを「青年トルコ人革命」と呼び、これ以降のオスマン帝国の時代を第二次立憲制期と呼ぶ。

## 集権派と分権派の対立
青年トルコ人革命の結果、オスマン帝国では憲政が復活し、専制政治が否定された。憲政の復活という出来事は国内外で大いに歓迎され、きっかけを作ったニヤーズィとエンヴェルは「英雄」としてもてはやされた。一方で、専制打倒後の新体制をどのようなものにするのかという問題が再浮上してきた。
もともと「青年トルコ人」の中には専制打倒後の体制を巡る対立があり、プレンス・サバハッティンに代表される地方分権派と、アフメト・ルザに代表される中央集権派が存在していた。1902年には運動方針の統一を図るべくパリで第1回青年トルコ人会議が開催されたが、これが物別れに終わったこともあって、遂に専制を打倒する瞬間まで両者は専制の打倒という一点以外は共通の運動方針を定めることが出来なかった。このような運動方針の違いに個人的な対立も絡まって、両者の間には深い溝が出来ていた。
専制打倒後のキャスティング・ボートを握ったサロニカの青年将校達は集権派に属していたが、一方で憲政復活運動全体を見渡せば多数派であったのは分権派の方であって、サロニカの青年将校たちのグループはあくまでも少数派に過ぎないというねじれが生じていた。革命後の下院選挙ではプレンス・サバハッティンらの分権派は「自由党」を結成したが、政党化した「統一と進歩委員会」のネームバリューに押されて選挙で惨敗し、かつての多数派でありながら新体制から排除されていることを認めざるを得なかった。

## 3月31日事件
こうして1909年に「3月31日事件」と呼ばれる反革命事件が起きた。これは世俗的な新体制に不満を持つイスタンブールのメドレセ（神学校）の学生や、専制時代の優遇から一転して冷遇されるようになった兵卒からの叩き上げの将校、「青年トルコ人」の中でも分権派を支持する将校、待遇の悪さに不満を持つ一般の兵士などの諸勢力の思惑が入り交じったクーデターであった。騒乱の中で統一と進歩委員会に属する議員の多くがイスタンブールから逃亡し、クーデターは成功したかに見えたが、実態は諸勢力の間の思惑に調整がつかずにイスタンブールが無秩序な騒乱状態に陥っただけであった。
一時はイスタンブールから追い出された格好となった統一と進歩委員会は、第3軍団の軍団長マフムート・シェヴケト・パシャを頼る。シェヴケト・パシャはサロニカからイスタンブールへと進軍し、ムスタファ・ケマルとエンヴェルを参謀に据えた鎮圧部隊はクーデターを鎮圧した(オスマン反抗 (1909年))。事件へのスルタンの関与については諸説あったが、4月27日、事件への関与を理由にアブデュルハミト2世は退位させられることになった。議会でスルタンの廃位決議が可決されると、後継のスルタンにはアブデュルハミト2世の弟であるメフメト・レシャトがメフメト5世として即位した。

## その後の混乱
「3月31日事件」を鎮圧した統一と進歩委員会ではあったが、中央政界に直接その影響力を及ぼすようになるにはなお時間がかかった。統一と進歩委員会は下院第1党ではあったが、議院内閣制ではなかったことや政治経験のない比較的若い人物が多いこともあって、自派の人物を大宰相とすることが出来なかった。アブデュルハミト2世を廃位した後も状況は変わらず、やむをえず自派の主張に比較的近い政治家や軍人を大宰相に据えるという方法をとった。しかし、このような間接的に影響力を行使しようとする方法はうまくいかず、政治の混乱を招いた。
政治の混乱は、かつての青年トルコ人革命の指導者であったタラート、エンヴェル、ジェマルらがクーデターを起こし、統一と進歩委員会が自派から大宰相を擁立して実権を掌握する1913年まで続いた。この政治の混乱期にはさまざまな対立軸が生まれ、対外的には親英か親独か、国内的には中央集権か地方分権か、などといった問題が争点となった。これには、「統一と進歩委員会」内部のかつて国外で活動していたグループとサロニカなどの国内で活動していたグループの派閥対立や、「統一と進歩委員会」に反対する野党の結成などの政治的要素が複雑に絡み合っていた。
実権を握ったタラートらは「三頭政治」による統一と進歩委員会政権を組織し、中央集権化政策を推進していったが、その政権運営は反対派にとっては専制政治への逆行、「革命の反動化」を思わせる強権的なものであった。
また、革命直後の混乱に乗じてオーストリア・ハンガリー帝国がボスニアとヘルツェゴヴィナを併合したほか（ボスニア・ヘルツェゴビナ併合）、オスマン帝国の宗主権下にあったブルガリア自治公国が独立を宣言し、やはりオスマン帝国宗主権下の自治領であったクレタ島がギリシャへの編入を宣言するなど、青年トルコ人革命はベルリン会議で取り決められたバルカン半島の体制が完全に崩壊するきっかけともなった。